# Marcus Maye
Marcus Maye (Melbourne, Florida, 9 de marzo de 1993) es un jugador profesional estadounidense de fútbol americano que se desempeña en la posición de safety en Miami Dolphins, equipo de la National Football League (NFL).

## Carrera
Fue seleccionado en la segunda ronda en la Reunión Anual de Selección de Jugadores de la NFL de 2017. Hizo su debut profesional con el equipo New York Jets, en el cual jugó cinco temporadas (2017-2022), después pasó a New Orleans Saints (2022-2024), posteriormente a Miami Dolphins, donde lleva jugando una temporada.